# Порцеляно-фаянсова промисловість
Порцеляно-фаянсова промисловість — галузь легкої промисловості, яка спеціалізується на виготовленні виробів тонкої кераміки: господарської й художньої порцеляни, фаянсу, напівпорцеляни і майоліки.

## Історія

#### Радянський період
Після Жовтневого перевороту всі підприємства порцеляно-фаянсової промисловості були націоналізовані. Модернізація галузі в довоєнні роки, а також будівництво нових заводів дозволило суттєво збільшити обсяги й розширити асортимент продукції. Більша частина підприємств була переведена на відновлену радянську сировинну базу. Основними постачальниками каоліну стали збагачувальні фабрики Просянівського і Глуховецького родовищ Української РСР, польовошпатних матеріалів — Карелія і Мурманська область, вогнетривкої глини — Донецька область.
Під час Другої світової війни частина підприємств була зруйнована або евакуйована. Після війни порцеляно-фаянсова промисловість почала відроджуватися. У першу післявоєнну п'ятирічку почалося спорудження нових заводів з виробництва побутової й художньої порцеляни. Від 1959 до 1975 років було запущено 19 нових заводів, а всі діючі підприємства були реконструйовані й оснащені сучасним обладнанням. В результаті модернізації продуктивність праці в галузі 1961—1975 виросла в 2,4 рази, рівень механізації — з 36 % (1965) до 68 % (1975). В 1975 році порцеляно-фаянсова промисловість СРСР налічувала 35 порцелянових заводів, 5 фаянсових, 3 майолікових, 2 дослідно-експериментальних, 1 машинобудівний і 1 завод з виробництва керамічних фарб. Загальний обсяг продукції, яку виготовляли найбільші підприємства: Дульовський порцеляновий, Конаковський фаянсовий, Будянський фаянсовий, Богдановицький, Дружківський і Краснодарський порцелянові заводи становив 360,2 млн штук.

### Україна
В Україні вперше варобництво порцеляни було організоване наприкінці XVIII століття. Розвитку фаянсової й порцелянової справи сприяли великі поклади каоліну на Волині та Чернігівщині. У цих місцях і будувались заводи.

#### Корецька порцеляна

Корецька тарілка

Перша порцелянова мануфактура в Україні була сформована в 1784 році у володінні найбільшого магната Правобережжя Юрія Чарторийського на околиці Корецького замку. Виробництво виявилось вигідним. Першим директором фабрики став польський інженер Франтішек Франциск Мезер. У травні 1790 року Мезеру вдалося отримати вироби з місцевого матеріалу. Після Мезера фабрику очолив кераміст з Севрської порцелянової мануфактури — Шарль Меро. Завод успішно випускав посуд, аптекарське приладдя. В 1810 році після смерті Чарторийського становище погіршилося. Виробництво проіснувало до 1832 року.

### Росія
Історія порцеляно-фаянсової промисловості в Російській імперії бере початок від 1744 року, коли в Петербурзі була відкрита перша Порцелянова мануфактура (пізніше Імператорський порцеляновий завод). Через більш ніж півстоліття в 1798 році під Києвом відкрилася й перша фаянсова фабрика — Межигірська фаянсова фабрика.
В XIX столітті відкриваються декілька нових великих підприємств: в 1809 році в селі Домкіно Тверської губернії запрацював Канаковський фаянсовий завод, в 1832 — Дульовський порцеляновий завод і до початку XX століття порцеляно-фаянсова промисловість Російської імперії виросла до великої галузі, яка налічувала 36 заводів, і яка за обсягами виробництва й якістю продукції не поступалася набільшим європейським виробникам.

## Сьогодення
Найбільшими виробниками порцеляни й фаянсу в світі є: «Розенталь» і «Гученройтер» в Німеччині, «Бернарде» і «Дюпе» у Франції, «Веджвуд» у Великій Британії, «Норітаке» в Японії. Порцеляно-фаянсова промисловість Росії включає: Канаковський фаянсовий завод, Дульовський порцеляновий завод, завод «Уральський фарфор» (Южноуральськ), Лефортовський порцеляновий завод, завод «Саракташський фаянс», Імператорський (ломоносівський) порцеляновий завод, Корніловський порцеляновий завод й інші.